# Hjalm Mose
Hjalm Mose (dansk) eller Jalmer Moor (tysk) er en hedemose på flere hektar beliggende vest for landsbyerne Langsted og Bollingsted i Sydslesvig. I øst grænser moseområdet mod motorvejen A 7 og Bollingsted Å (Bollingstedter Au), som har udløb i Trenen. I vest og syd er mosen omgivet af skovområderne Byskov (Büschauer Holz) og Stenholt (Steinholz). Hjalm Mose danner et større sammenhængende mose- og hedeområde, der også omfatter Bøgmose (Büchmoor) og Isted Hede ved Isted. Mosen har fået navn efter den nærliggende landsby Hjalm, der hører under Siversted kommune.
Hjalm Mose er en fugtig hedemose af lokal betydning på grund af en vidtstrakt flade med spredte bevoksninger af træer og buske. Området med dets varierede og karakteristiske hedemosevegetation er således et vigtigt levested for både planter og fugle. Undergrunden består af mørkt sandet tørvejord. En tidligere sø (Hjalm Sø) er med tiden blevet udtørret. Hyrdebækken har sit udspring her.
Hjalm Mose blev flere gang nævnt i den danske militærhistoriker Otto Vaupells erindringer om Slaget ved Isted fra 1888.
Stednavnet er afledt af gl.da. hialm (oldn. hjalmr) hjelm, her som terrænbetegnelse. Den tyske stedbetegnelese Jalmer Moor er også navnet på en rasteplads ved den nuværende motorvej mellem Slesvig by og Flensborg.